# Gój
| Židé a judaismus |
| Židé • Judaismus • Kdo je Žid |
| Ortodoxní • Konzervativní (Masorti) Progresivní (Reformní - Liberální) • Ultraortodoxní Samaritáni • Falašové • Karaité                                                                                            |
| Etnické skupiny a jazyky |
| Aškenázové • Sefardové • Mizrachim Hebrejština • Jidiš • Ladino • Ge'ez • Buchori |
| Populace (vývoj) |
| Evropa • Amerika • Asie • Afrika • Austrálie |
| Náboženství |
| Bůh • Principy víry • Boží jména 613 micvot • Halacha • Noachidské zákony Mesiáš • Eschatologie |
| Židovské myšlení, filosofie a etika |
| Židovská filosofie Cdaka • Musar • Vyvolenost Chasidismus • Kabala • Haskala |
| Náboženské texty |
| Tóra • Tanach • Mišna • Talmud • Midraš Tosefta • Mišne Tora • Šulchan aruch Sidur • Machzor • Pijut • Zohar |
| Životní cyklus, tradice a zvyky |
| Obřízka • Pidjon ha-ben • Simchat bat • Bar micva Šiduch • Svatba • Ketuba • Rozvod (Get) • Pohřeb Kašrut • Židovský kalendář • Židovské svátky Talit • Tfilin • Cicit • Kipa Mezuza • Menora • Šofar • Sefer Tora |
| Významné postavy židovství |
| Abrahám • Izák • Jákob • Mojžíš Šalomoun • David • Elijáš • Áron Maimonides • Nachmanides • Raši Ba'al Šem Tov • Ga'on z Vilna • Maharal                                                                           |
| Náboženské budovy a instituce |
| Chrám • Synagoga • Ješiva • Bejt midraš Rabín • Chazan • Dajan • Ga'on Kohen (kněz) • Mašgiach • Gabaj • Šochet Mohel • Bejt din • Roš ješiva                                                                      |
| Židovská liturgie |
| Šema • Amida • Kadiš Minhag • Minjan • Nosach Šacharit • Mincha • Ma'ariv • Musaf |
| Dějiny Židů |
| starověk • středověk • novověk |
| Blízká témata |
| Antisemitismus • Gój • Holocaust • Izrael Filosemitismus • Sionismus Abrahámovská náboženství |
| z • d • e |

Gój (hebrejsky גוי‎, plurál: גויים‎, gojim) je hebrejské slovo, které znamená doslova „národ“ nebo „pronárod“. Je to pojem označující příslušníka jiného než židovského národa nebo náboženství. Dlouho před časy starověkého Říma mělo slovo význam k označení někoho, kdo není Žid.

## Užití v biblické hebrejštině
V Tóře je slovo gój a jeho varianty zmíněno více než 550×, v Bibli zůstává v původním významu například v Genesis 12,2 nebo 14,1. V první zmínce, v Genesis 12,2, označuje Bůh při hovoru s Abrahamem tímto slovem příslušníka budoucího židovského národa (goj gadol, velký národ). V dalších verších hebrejské Bible jsou tímto slovem již označováni příslušníci neizraelských národů (které jsou označováni též jako pronárody).
V některých překladech Bible, zůstává výraz Gojim v Genesis 14,1 nepřeložený a používá se jako vlastní jméno označující místo. Podle rabínské tradice  pochází název místa od toho, že se zde shromáždili lidé z různých národů. Jako jejich král je uváděn Tidal. Některé biblické komentáře spojují tento národ s Gutejci.

## Užití v rabínském judaismu
Ve Starém zákoně je výraz goj používán v božím popisu vyvoleného lidu: „goj echad ba-arec“, „jedinečný národ na Zemi“.
Rabínská literatura osidluje svět sedmdesáti národy (gojim), z nichž každý má svůj vlastní jazyk. Chajim ibn Attar k tomu vztahuje symboliku menory, sedmiramenného svícnu. Podle tohoto tvrzení každé rameno se svíčkou odpovídá deseti národům.

## Moderní užití
Dle rabínského výkladu slova gój jako lidí jiných, než jsou Židé, se v současné době toto slovo používá ve smyslu nežidovské osoby.
Od slova gój je odvozený výraz šábesgój, který označuje Nežida, který je v židovské rodině během šábesu pověřen vykonáváním činností nezbytných k chodu domácnosti (rozsvěcení, zapalování ohně atd.).
Slovo gój má pro dnešního žida základní význam zcela neutrální. Mezi židovskými extrémisty je ovšem možno se s ním setkat jako s výrazem podřadnosti. Tak například kontroverzní izraelský rabín Ovadia Josef říká: „Gójové se narodili jedině proto, aby sloužili nám. Jiné poslání kromě služby národu Izraele na světě nemají. K čemu jsou pohani potřební? Budou pracovat, orat a žnout. My budeme sedět jako páni a jíst.“

## Odlišné výklady
Biblista Jiří Beneš ve svém výkladu verše 1,6 knihy Jóel uvádí, že hebrejský výraz גוי goj znamenal zřejmě metaforický, synonymický význam slova „hmyz“. Původní význam označoval „roj včel“ (hmyz), později neuspořádané lidské společenství.